# 安吉利斯港 (华盛顿州)

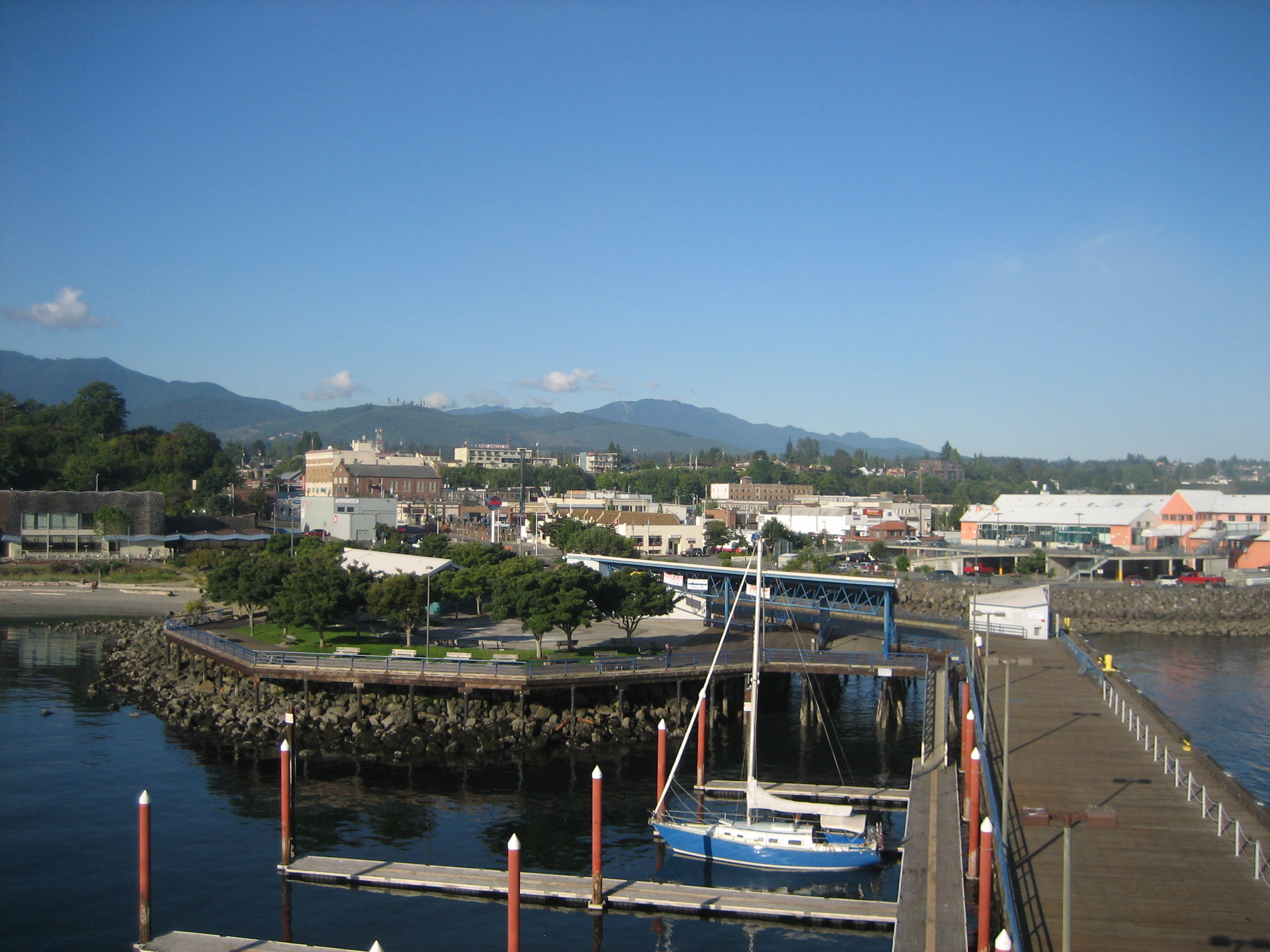
清晨的碼頭

安吉利斯港（Port Angeles）位於美國華盛頓州克拉勒姆县，也是該縣的縣治。美國2010年人口普查時人口為19,038人，為奥林匹克半岛上最大的城市。這裡的港灣在1791年時，被西班牙探險家法蘭西斯科·德·伊麗莎（Francisco de Eliza）稱作「Puerto de Nuestra Señora de los Ángeles」（天使圣母港）。但在十九世紀中葉，這個名稱被縮寫且部分英語化到現在的名稱
－－安吉利斯港。
安吉利斯港是半岛大学的驻地，也是著名的橄榄球球队队员约翰·埃尔维的出生地。该城市的航空服务由William R.fairchild国际機場提供。也有渡輪提供越過胡安·德·富卡海峡到維多利亞的海運服務。

## 姐妹市
陸奧市是安吉利斯港的姐妹市，兩市間有交換學生計畫。

## 注解
1. ↑  . United States Census Bureau.   [2012-12-19]. （原始内容存档于2011-02-20）.
2. ↑  . 美國地質調查局. 2007-10-25  [2008-01-31]. （原始内容存档于2012-02-26） （英语）.
3. ↑  . National Association of Counties.   [2011-06-07].
4. ↑  . Historic Federal Buildings. General Services Administration.   [2007-04-30]. （原始内容存档于2008-03-11）.
5. ↑  美國地質調查局地名資訊系統：Port Angeles Harbor

## 外部連結
- （英文） 安吉利斯港官方網站
- （英文） 半島每日新聞網（页面存档备份，存于）
- （英文） 奧林匹克國家公園（页面存档备份，存于）
- （英文） 北奧林匹克馬拉松
- （英文） 北奧林匹克線上圖書館（页面存档备份，存于）
- （英文） 安吉利斯港商會 （页面存档备份，存于）
- （英文） 華盛頓大學圖書館數位收藏－太平洋西北地區奧林匹克半島社區博物館（页面存档备份，存于）
- （英文） HistoryLink.org - Port Angeles - Thumbnail History （页面存档备份，存于）